# Hagerstown (Maryland)
Hagerstown és una població dels Estats Units a l'estat de Maryland. Segons el cens del 2008 tenia 39.728 habitants.

## Demografia
Segons el cens del 2000, Hagerstown tenia 36.687 habitants, 15.849 habitatges, i 9.081 famílies. La densitat de població era de 1.328,8 habitants/km².
Dels 15.849 habitatges en un 29,5% hi vivien nens de menys de 18 anys, en un 36,8% hi vivien parelles casades, en un 15,9% dones solteres, i en un 42,7% no eren unitats familiars. En el 35,4% dels habitatges hi vivien persones soles el 12,9% de les quals corresponia a persones de 65 anys o més que vivien soles. El nombre mitjà de persones vivint en cada habitatge era de 2,26 i el nombre mitjà de persones que vivien en cada família era de 2,93.
Per edats la població es repartia de la següent manera: un 25,6% tenia menys de 18 anys, un 9% entre 18 i 24, un 31% entre 25 i 44, un 20,1% de 45 a 60 i un 14,3% 65 anys o més.
L'edat mediana era de 35 anys. Per cada 100 dones de 18 o més anys hi havia 83,6 homes.
La renda mediana per habitatge era de 30.796$ i la renda mediana per família de 38.149$. Els homes tenien una renda mediana de 31.200$ mentre que les dones 22.549$. La renda per capita de la població era de 17.153$. Entorn del 15,1% de les famílies i el 18,1% de la població estaven per davall del llindar de pobresa.

## Poblacions més properes
El següent diagrama mostra les poblacions més properes.